# Amaranta Gómez Regalado
Amaranta Gómez Regalado (Juchitán de Zaragoza, Oaxaca; 7 de noviembre de 1977) es una antropóloga social, muxe transgénero mexicana, activista en prevención del VIH, investigadora social, columnista y promotora de la identidad cultural indígena.

## Biografía
Nació en una población Zapoteca cerca de la frontera con Guatemala y adoptó el nombre de Amaranta durante la adolescencia, después de leer Cien años de soledad, la famosa obra del escritor colombiano Gabriel García Márquez.
Durante el bachillerato, Gómez Regalado estudió idiomas y teatro en Veracruz. Después viajó por varios estados del sur de México como parte de un show travesti.
En octubre de 2002, un accidente automovilístico le fracturó el brazo izquierdo a tal grado que tuvo que ser amputada.
En 2015 logró cambiar su identidad de género en su acta de nacimiento, lo cual le permitió cambiar otros documentos oficiales como el pasaporte. Esto fue posible a partir de las reformas aprobadas por lo que fuera en su momento la Asamblea Legislativa del Distrito Federal, ahora Asamblea Legislativa de la Ciudad de México, para permitir que las personas cambien legalmente su identidad de género en su acta de nacimiento, a través de sólo un trámite administrativo.
Estudió Antropología Social en la Universidad Veracruzana (2011-2016). Se tituló con la tesis  Guendaranaxhii: la comunidad muxe del istmo de Tehuantepec y las relaciones erótico afectivas.

### Activismo
En 2003, con sólo 25 años de edad, se postuló como candidata a diputada federal por el partido México Posible a la Cámara de Diputados de México, acaparando la atención de los medios de comunicación internacionales como «la primera candidata transexual de México».
Gómez Regalado continuó en 2007 participando en varios proyectos de educación sexual, prevención del sida y apoyo a los derechos de la comunidad LGBT. También es miembro del Comité Estatal Contra la Homofobia, que, a partir de 2008, busca la declaración del 17 de mayo como Día Nacional Contra la Homofobia.